# Lukáš Kalafút
Lukáš Kalafút (* 20. Juni 1987) ist ein slowakischer Handballspieler.
Der 1,87 m große Rückraumspieler, der auch als Linksaußen eingesetzt werden kann, entstammt der Jugend der HSG Varel-Friesland und lief anschließend für die Herrenmannschaft von der HSG Varel auf, mit der er zwischen 2005 und 2011 in der 2. Bundesliga spielte. Im Sommer 2013 wechselte er zum Wilhelmshavener HV. Im September 2018 wurde sein Vertrag in beiderseitigem Einvernehmen aufgelöst und er schloss sich der SG VTB/Altjührden an.
Ende Dezember 2012 feierte er seinen ersten Einsatz in der slowakischen Handballnationalmannschaft.
Er hat einen Master of Engineering an der Jade-Hochschule erworben und ist bei der Firma Airbus in Bremen beschäftigt.